# GfK

GfK logo

Het GfK (Gesellschaft für Konsumforschung) is een van oorsprong Duitse marktonderzoeksinstituut en een van de vier grootste marktonderzoeksorganisaties in de wereld. Het GfK doet ook marktonderzoek in de Benelux en in totaal in zo'n 100 landen wereldwijd. De andere grote spelers zijn Ipsos, The Nielsen Company en Kantar Group (moederbedrijf van TNS NIPO). GfK werd opgericht in 1934 door een groep hoogleraren, onder wie de latere Duitse minister en bondskanselier Ludwig Erhard.
De GfK Group richt zich internationaal op drie gebieden: Custom Research, Retail and Technology en Media. Het hoofdkantoor is gevestigd in de Duitse stad Neurenberg. GfK is een Europese vennootschap en handelt op de Frankfurter Wertpapierbörse en heeft een notering op de SDAX. Internationaal gebruikt GfK de leus: Growth from Knowledge. De organisatie bestaat uit meer dan 13.000 medewerkers en opereert in ruim 100 landen. In Nederland zijn er vestigingen in Amstelveen en Dongen. Dutch Charts stelt in Nederland een aantal hitlijsten in de muziekbranche samen.